# Astéria
Pour les articles homonymes, voir Astéria (homonymie).
Dans la mythologie grecque, Astéria (en grec ancien : Ἀστερία / Astería, « étoiles, l’étoilée ») est la fille du Titan Céos et de sa sœur Phébé. Elle serait la personnification de la nuit étoilée. Elle a pour époux le titan Persès à qui elle a donné pour fille Hécate.

## Étymologie
Astéria vient du grec ancien Ἀστερία / Astería et signifie « étoiles, l’étoilée ».

## Famille

### Parents
Astéria a pour parents le couple de titans Céos et Phébé, eux-mêmes enfants d'Ouranos (ou d'Éther) et de Gaïa. Elle a pour sœur Léto ce qui fait d'elle l'unique tante maternelle d'Apollon et d'Artémis dont elle fut également la nourrice.

### Enfants
Selon Hésiode, Astéria est l'épouse de Persès le Titan, de qui elle eut une fille: Hécate, déesse de la sorcellerie,, (quelques auteurs donnent cependant Persès fils d'Hélios comme celui avec lequel Hécate aurait été conçue).
Certains auteurs ont fait d'Astéria la mère du quatrième Héraclès, et d'Hécate par Zeus.

## Mythe

### Île de Délos

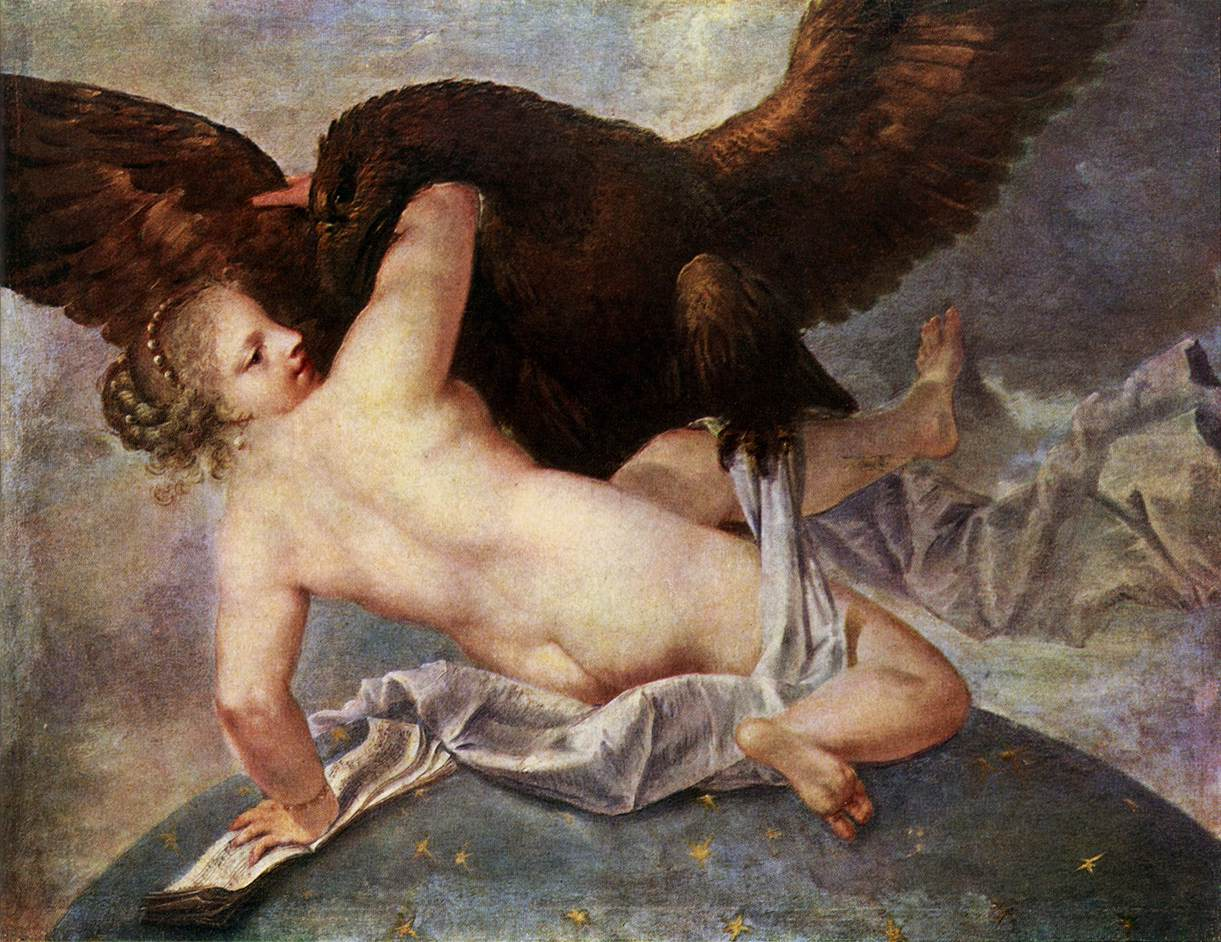
Astéria poursuivie par Zeus sous la forme d'un aigle par Marco Liberi.

Astéria était une habitante de l'Olympe et, comme sa sœur Leto, elle attira l'attention de Zeus qui la poursuivit de ses assiduités. Pour lui échapper (Zeus ayant pris la forme d'un aigle pour la suivre), elle se transforma en caille et plongea dans la mer Égée. C'est à cet endroit qu'elle se métamorphosa en l'île d'Astérie (l'île « tombée du ciel comme une étoile ») ou Ortygie (du grec ancien : ὄρτυξ / órtyx, « caille » ; qui signifie l'« île aux Cailles »), qui sera plus tard nommée Délos,, Astéria devenue alors la personnification de l'île de Délos.
Une version différente fut ajoutée par le poète Nonnos qui raconta qu'après qu'Astéria ait été poursuivie par Zeus mais se soit transformée en caille et ait sauté dans la mer pour lui échapper, Poséidon la pris à son tour en chasse. Dans la folie de sa passion, il poursuivit la chaste déesse dans les deux sens dans la mer, chevauchant agité devant le vent changeant jusqu'à ce qu'elle se transforme en l'île déserte de Délos avec l'aide de son neveu Apollon qui l'enracina dans les vagues immobiles.
Sa sœur Léto viendra accoucher d'Apollon et Artémis sur l'île quand, enceinte des enfants de Zeus, elle fut poursuivie par une Héra vengeresse (selon les traditions, c'est aussi Léto qui est à l'origine du nom d'Ortygie pour l'île). En effet, Héra jalouse empêchait Ilithyie, déesse de l'accouchement, d'assister Léto, jetant aussi une malédiction sur cette dernière: elle interdit à la terre d'accueillir la parturiente et décréta que ses enfants ne devraient pas naître dans un lieu accroché à la terre ni sur la mer. Dans d'autres versions, Héra ordonne à tous les lieux de lui refuser l'asile, oubliant Délos, petite île perdue dans les flots. Selon Hygin, Leto fut transportée par le vent du nord Borée sous les ordres de Zeus jusqu'à l'île flottante, au moment où Python la poursuivait sous les ordres d'Héra, et c'est là que, accrochée à un olivier, elle a donné naissance à Apollon et Artémis.
C'est aussi sur l'île de Délos qu'Asteria a épousé Persès et a donné naissance à leur fille Hécate.

### Mère d'Héraclès
Dans les rares versions où Astéria est présentée comme la mère d'Héraclès par Zeus, les Phéniciens sacrifient des cailles au héros. Cela vient du fait que quand le héros alla en Libye et fut tué par Typhon, son neveu et fidèle compagnon Iolaos lui apporta une caille. Après que cette dernière eut été mise près de lui, Héraclès, en sentant l'odeur, revint à la vie.

### Bibliographie

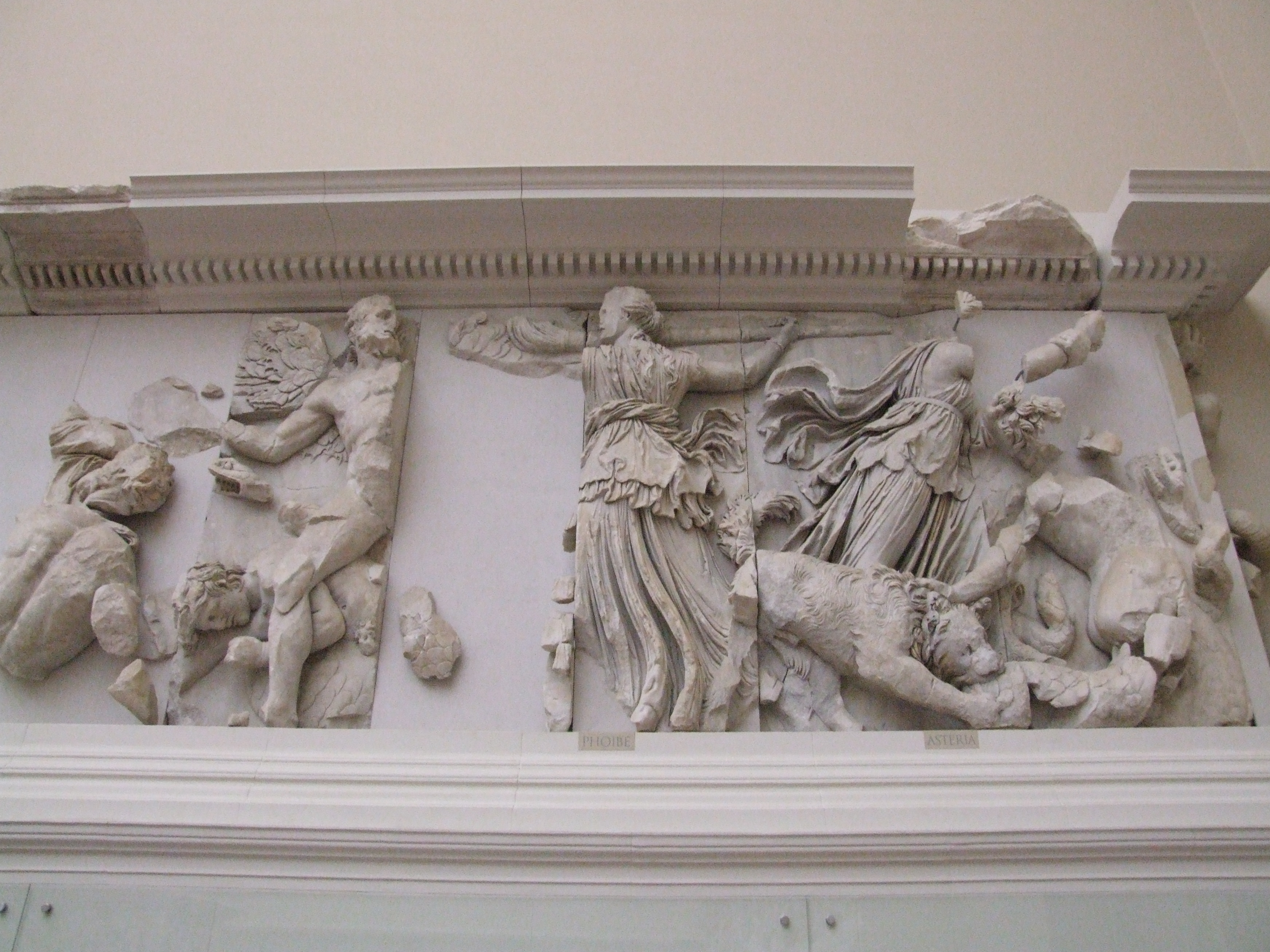
Astéria et sa mère Phébé sur le Grand Autel de Pergame.